# Musikdiktat
Das Musikdiktat oder Melodiediktat ist eine Übung zum Aufzeichnen oder Notieren musikalischer Tonsätze oder einzelner Melodielinien während des Hörens, und somit ein Teil der Gehörbildung in der Musik. 
Beim Musikdiktat hat der Schüler beim Hören sofort dasjenige in Notenschrift wiederzugeben, was ihm vorgespielt wird. Das Musikdiktat fördert die Schärfe und Sicherheit des Hörens, Klarheit und Schnelligkeit des Auffassens sowie die Genauigkeit und Stärke des Gedächtnisses. Tonart und Anfangston sind meist gegeben.
Staunenswerte Leistungen, wie die des jungen Mozarts, der Allegris berühmtes Miserere nach zweimaligem Anhören aus dem Kopf korrekt niederschrieb, sind auf dem Weg des Musikdiktats auch gewöhnlichen Talenten erreichbar gewesen. 
Zum Lehrgegenstand machten das Musikdiktat die Franzosen, insbesondere Ambroise Thomas.